# Hilarius von Leitmeritz
Hilarius von Leitmeritz (tschechisch Litoměřický; auch Hilarius z Litoměřic; * 1412/1413 in Leitmeritz, Leitmeritzer Kreis; † 31. Dezember 1468 in Pilsen oder Budweis) war ein böhmischer römisch-katholischer Geistlicher und Theologe. Von 1461 bis 1468 amtierte er als Administrator des Erzbistums Prag.

## Leben
Hilarius wurde zunächst in Leitmeritz ausgebildet. Später wechselte er an die Prager Karls-Universität, an der er 1447 den Baccalaureus- und 1451 den Magistergrad der Freien Künste erwarb. Anschließend hielt er dort Vorlesungen. 1453 wurde er Mitglied des Prager Domkapitels am Veitsdom sowie Dechant des Kollegiatstifts an der Allerheiligenkapelle auf dem Hradschin. Noch während seiner Tätigkeit an der Universität unternahm er eine Reise nach Italien, wo er zum Priester geweiht wurde. Nach weiteren Studien des Kirchenrechts wurde er an der Universität Bologna zum Dr. iur. can. promoviert.
Hilarius war in seiner Zeit in Italien vom in Prag vorherrschenden Utraquismus abgerückt und Katholik geworden. Daher wurde ihm eine weitere Tätigkeit an der Prager Universität verweigert. Im Dezember 1462 wurde er erstmals vom Domkapitel neben Johann Šimanek von Krumau zum Administrator des Erzbistums Prag gewählt. Im Februar 1462 wurde er zum Domdechant gewählt, am 11. April 1462 erhielt er die päpstliche Ernennung zum Administrator des Erzbistums. In dieser Zeit kam es zu Verwerfungen mit dem böhmischen König Georg von Podiebrad. Zunächst versuchte Hilarius einen größeren Konflikt zu vermeiden. 1465 kam es zu einer fünftägigen Disputation vor dem König und den Ständen, die er zusammen mit seinem Freund und Mitstreiter Krzizanowsky (Křižanovský)' führte. 1467 spitzte sich die Lage zu, nach der Leugnung der päpstlichen Autorität und Hilarius’ offiziellem Protest im Namen der Katholiken am 14. April 1467. Er floh daraufhin mit dem Domkapitel nach Pilsen.
Hilarius wurde zunächst ohne Ernennung, am 20. Juli 1467 mit Ernennung, zum Päpstlichen Legaten für Böhmen und dabei insbesondere für die opponierende Katholische Liga aktiv. Er reiste in deren Auftrag unter anderem zum Reichstag nach Nürnberg und zum Papst nach Rom. Nach seiner Rückkehr aus Rom soll er vergiftet worden sein. Er starb je nach Quelle entweder in Budweis oder in Pilsen.

## Werke
- Tractatus contra perfidiam aliquorum Bohemorum, Straßburg 1485.
- Arcus gehennalis.
- Argute, augur, quaeris.
- Sermo ad senatum populumque Plznensem ed. Millauer, Prag 1820.